# Molde Jazz Festival
Le Molde International Jazz Festival (MIJF) a lieu chaque année au mois de juillet à Molde (Norvège) ; c'est un des festivals de jazz les plus anciens (1961) et les plus importants d'Europe.

## Artistes s'étant produits en concert au festival
D'après,,.
- Benny Bailey (1961/70)
- Lucky Thompson (1962)
- Dexter Gordon (1963/64/65/71/72)
- Sonny Stitt (1963/81)
- Niels-Henning Ørsted Pedersen (1964–68, 70–74, 81, 84–85, 88–90, 93, 2000 og 02)
- Benny Golson (1964)
- Jimmy Witherspoon (1964)
- Tete Montoliu (1964)
- George Russell (1965)
- Kenny Drew (1965–68/75/86)
- Wayne Shorter (1966, 2007, 2012)
- Charles Lloyd (1966)
- Don Byas (1966)
- Jack DeJohnette (1966/77/81/86/97/2006)
- J. J. Johnson (1966)
- Keith Jarrett (1966, 1972, 1973, 1986)
- Roland Kirk (1967)
- Ben Webster (1967/69)
- Freddie Hubbard (1967/84/92)
- Phil Woods (1968/69/72/79/98)
- Don Cherry (1968/79/82/84/87)
- Joe Henderson (1968/84)
- Clark Terry (1971/73/99)
- Herbie Hancock (1971/88/97/98, 2002/10)
- Weather Report/Joe Zawinul (1971/89/99)
- Chick Corea (1972, 2000/07)
- Ralph Towner (1973/75/77/78)
- Eubie Blake (1973)
- Gary Burton (1974, 2002/07/10)
- Wallace Davenport (1975/77/78)
- McCoy Tyner (1975/96/2006)
- Max Roach (1977/83)
- Carla Bley (1978/93/99)
- Bill Evans trio med Marc Johnson og Joe LaBarbera (1980)[4]
- Lester Bowie (1982/89–92/95)
- Art Blakey (1983/90)
- Jaco Pastorius (1983)
- Stéphane Grappelli (1984)
- Miles Davis (1984/85)
- John Scofield (1984–87, 89–90, 92/95/97/99, 2006, 2012)
- Modern Jazz Quartet (1985)
- Oscar Peterson/Manhattan Transfer (1987)
- Ornette Coleman (1987, 2008)
- Dizzy Gillespie (1989)
- Terri Lyne Carrington (1990, 2011)
- Milt Jackson (1998)
- Terje Rypdal (2000)
- Dianne Reeves (2003/11)
- Branford Marsalis (2004)
- Joshua Redman (2006/09)
- Sonny Rollins (2010)
- Bobby McFerrin (2010)
- John McLaughlin (2011)
- Joe Lovano (2012)

### Artistes ayant résidé à Molde
- Chick Corea (2000)
- Pat Metheny (2001)
- Paal Nilssen-Love (2002)
- Michael Brecker (2003)
- Håvard Wiik (2004)
- Arild Andersen (2005)
- Joshua Redman (2006)
- Terje Rypdal (2007)
- Marilyn Mazur (2008)
- Arve Henriksen (2009)
- Nils Petter Molvær (2010)
- Dave Holland (2011)
- Jon Balke (2012)

### Artistes s'étant produits fréquemment
- Asmund Bjørken (1961/62/65–68/70/74/79/80/93)
- Jan Garbarek (1964–66/68/69/71/75–78/80/82/85/88/90/94)
- Karin Krog (1963/68/70/71/78/84/87/97, 2008)
- Niels-Henning Ørsted Pedersen (1964–68/70–74/81/84/85/88–90/93, 2000/02)
- John Scofield (1984–87/89/90/92/95/97/99, 2006)
- Bjørn Kjellemyr (1974–)